# Dominique Jones
Dominique O'Neal Jones (Lake Wales, 15 ottobre 1988) è un cestista statunitense.

## Carriera
È stato selezionato dai Memphis Grizzlies al primo giro del Draft NBA 2010 (25ª scelta assoluta).

## Statistiche

### College
| Anno      | Squadra             | PG | PT | MP   | TC%  | 3P%  | TL%  | RP  | AP  | PRP | SP  | PP   |
| --------- | ------------------- | -- | -- | ---- | ---- | ---- | ---- | --- | --- | --- | --- | ---- |
| 2007-2008 | South Florida Bulls | 31 | 31 | 35,0 | 46,0 | 35,3 | 75,9 | 4,6 | 2,8 | 1,5 | 0,3 | 17,1 |
| 2008-2009 | South Florida Bulls | 31 | 30 | 37,5 | 41,9 | 30,9 | 70,8 | 5,6 | 3,9 | 1,3 | 0,4 | 18,1 |
| 2009-2010 | South Florida Bulls | 33 | 33 | 37,1 | 45,0 | 31,1 | 74,1 | 6,1 | 3,6 | 1,7 | 0,6 | 21,4 |
| Carriera  | Carriera            | 95 | 94 | 36,5 | 44,2 | 32,3 | 73,7 | 5,4 | 3,5 | 1,5 | 0,4 | 18,9 |

### NBA

#### Regular Season
| Anno       | Squadra          | PG | PT | MP   | TC%  | 3P%  | TL%  | RP  | AP  | PRP | SP  | PP  |
| ---------- | ---------------- | -- | -- | ---- | ---- | ---- | ---- | --- | --- | --- | --- | --- |
| 2010-2011† | Dallas Mavericks | 18 | 0  | 7,5  | 31,1 | 0,0  | 82,4 | 1,4 | 1,1 | 0,3 | 0,2 | 2,3 |
| 2011-2012  | Dallas Mavericks | 33 | 1  | 8,1  | 39,7 | 12,5 | 78,4 | 1,3 | 1,3 | 0,3 | 0,2 | 2,7 |
| 2012-2013  | Dallas Mavericks | 29 | 3  | 11,7 | 36,7 | 11,1 | 66,0 | 1,6 | 2,9 | 0,5 | 0,1 | 4,0 |
| Carriera   | Carriera         | 80 | 4  | 9,3  | 36,6 | 9,5  | 72,9 | 1,4 | 1,8 | 0,4 | 0,1 | 3,1 |

## Palmarès
- Campionato NBA: 1

Dallas Mavericks: 2011